# Pays-Bas au Concours Eurovision de la chanson 1977
Les Pays-Bas ont participé au Concours Eurovision de la chanson 1977 le 7 mai à Londres (Angleterre), Royaume-Uni. C'est la 22e participation des Pays-Bas au Concours Eurovision de la chanson.
Le pays est représenté par la chanteuse Heddy Lester et la chanson De mallemolen, sélectionnées au moyen d'une finale nationale organisée par la Nederlandse Omroep Stichting (NOS).

## Sélection

### Nationaal Songfesival 1977
Le radiodiffuseur néerlandais, la Nederlandse Omroep Stichting (NOS), organise la 20e édition du Nationaal Songfestival (nl), pour sélectionner l'artiste et la chanson représentant les Pays-Bas au Concours Eurovision de la chanson 1977.
Le Nationaal Songfesival 1977, présenté par Ati Dijckmeester (nl), a eu lieu le 2 février 1977 au Centre des congrès des Pays-Bas (nl) à La Haye.

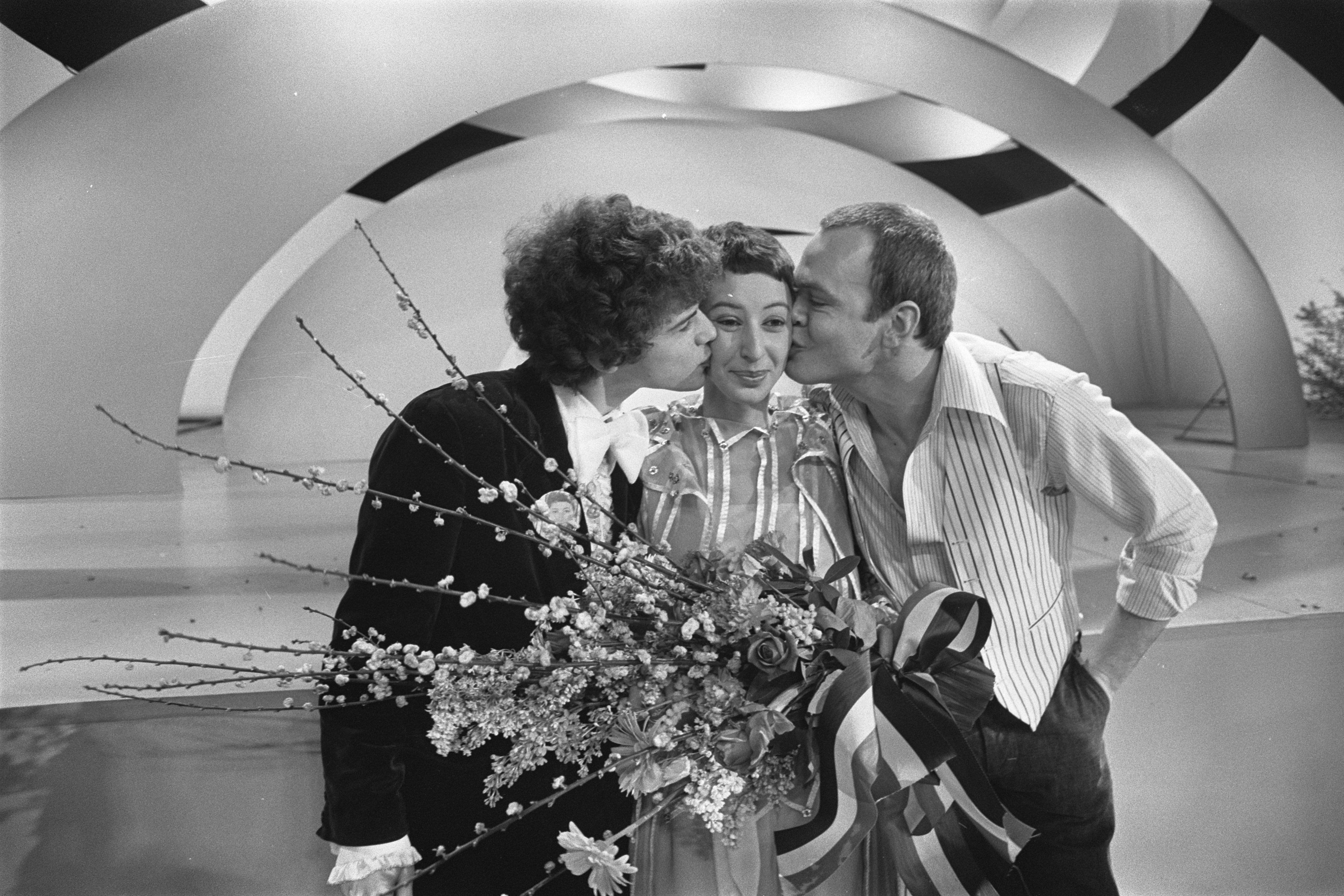
Heddy Lester félicitée par le compositeur (Frank Affolter (nl), à gauche) et l'auteur (Wim Hogenkamp (nl)) de sa chanson, après avoir remporté le Nationaal Songfestival de 1977.
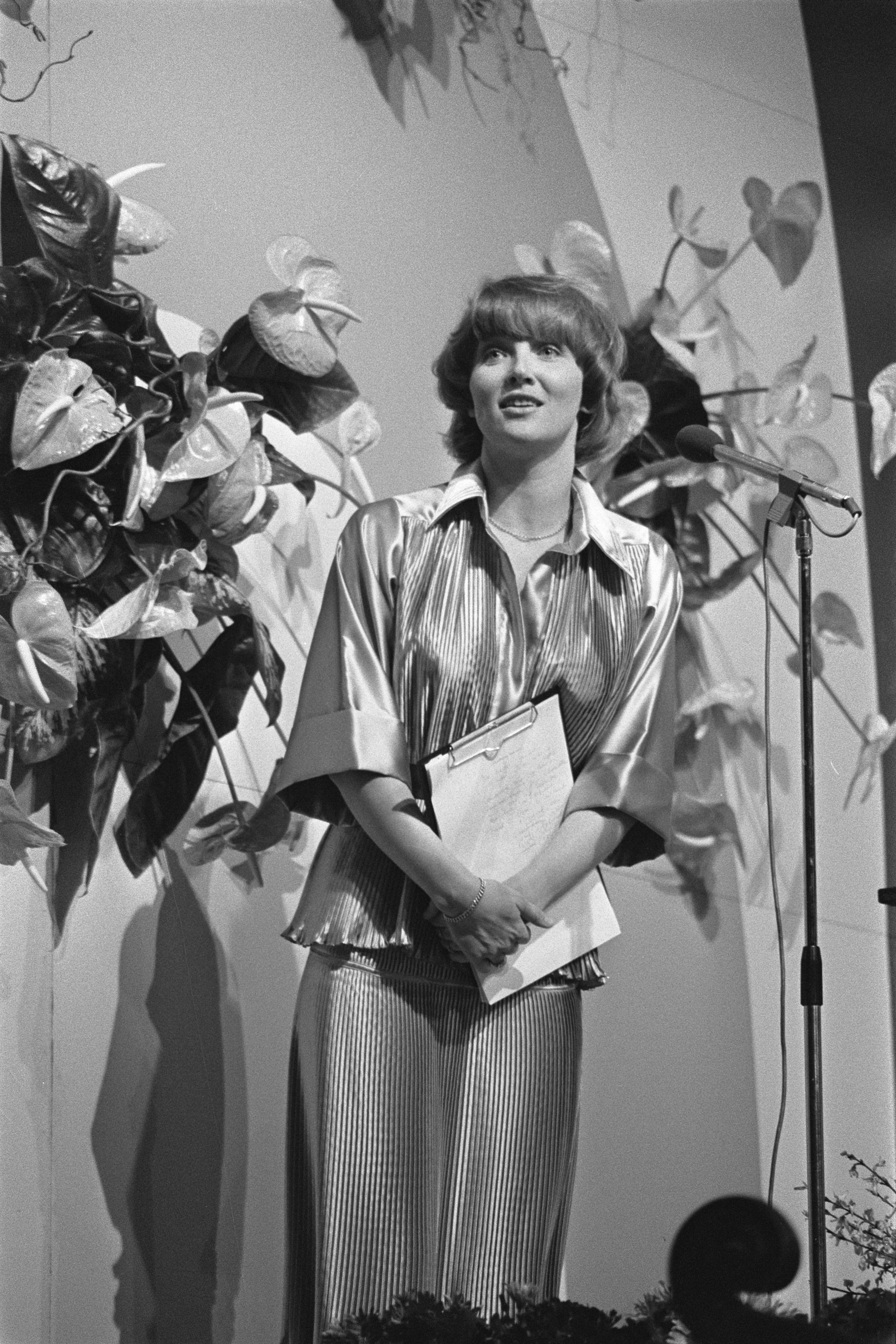
Ati Dijckmeester (nl), la présentatrice du Nationaal Songfestival 1977.

#### Finale
Dix chansons ont été interprétées au Nationaal Songfesival 1977. Elles sont toutes interprétées en néerlandais, langue nationale des Pays-Bas.
| Ordre | Artiste                | Chanson                                       | Traduction                                  | Points | Place |
| ----- | ---------------------- | --------------------------------------------- | ------------------------------------------- | ------ | ----- |
| 1     | Oscar Harris (en)      | Superster                                     | Super étoile                                | 5      | 6     |
| 2     | Heddy Lester           | De mallemolen                                 | Le manège                                   | 28     | 1     |
| 3     | Arjan Brass            | Annabelle                                     | –                                           | 4      | 9     |
| 4     | Bonnie St. Claire (en) | Stop Me                                       | Arrête-moi                                  | 23     | 2     |
| 5     | Rita Hovink            | Toen kwam jij                                 | Et puis tu es venu                          | 2      | 10    |
| 6     | Air Bubble             | Jany                                          | –                                           | 5      | 6     |
| 7     | Peter Cook             | Pinokkio                                      | Pinocchio                                   | 8      | 4     |
| 8     | Loeki Knol             | Ik wil de wereld laten zien dat ik kan dansen | Je veux montrer au monde que je peux danser | 5      | 6     |
| 9     | Dick Rienstra (en)     | Jouw lach                                     | Ton sourire                                 | 6      | 5     |
| 10    | Maggie MacNeal         | Jij alleen                                    | Toi seul                                    | 13     | 3     |

Lors de cette sélection, c'est la chanson De mallemolen, interprétée par Heddy Lester, qui fut choisie.
Le chef d'orchestre sélectionné pour les Pays-Bas à l'Eurovision 1977 est Harry van Hoof (en).

## À l'Eurovision

### Points attribués par les Pays-Bas
| 12 points | Belgique    |
| 10 points | Grèce       |
| 8 points  | France      |
| 7 points  | Royaume-Uni |
| 6 points  | Espagne     |
| 5 points  | Israël      |
| 4 points  | Finlande    |
| 3 points  | Allemagne   |
| 2 points  | Portugal    |
| 1 point   | Irlande     |

### Points attribués aux Pays-Bas
| 12 points | 10 points  | 8 points           | 7 points | 6 points                                 |
| --------- | ---------- | ------------------ | -------- | ---------------------------------------- |
|           | - Belgique | - France           | - Suisse |                                          |
| 5 points  | 4 points   | 3 points           | 2 points | 1 point                                  |
|           |            | - Irlande - Monaco |          | - Espagne - Grèce - Israël - Royaume-Uni |

Heddy Lester interprète De mallemolen en 3e position, suivant Monaco et précédant l'Autriche. 
Au terme du vote final, les Pays-Bas terminent 12es sur 18 pays, ayant reçu 35 points au total,.